# Потенцянув
Потенцянув (пол. Potencjanów) — село в Польщі, у гміні Блендув Груєцького повіту Мазовецького воєводства.
Населення — 22 особи (2011).
У 1975-1998 роках село належало до Радомського воєводства.

## Демографія
Демографічна структура станом на 31 березня 2011 року:
|          | Загалом | Допрацездатний вік | Працездатний вік | Постпрацездатний вік |
| -------- | ------- | ------------------ | ---------------- | -------------------- |
| Чоловіки | 9       | 2                  | 5                | 2                    |
| Жінки    | 13      | 5                  | 5                | 3                    |
| Разом    | 22      | 7                  | 10               | 5                    |